# Hârtoape, Iași
Hârtoape este un sat în comuna Vânători din județul Iași, Moldova, România.

## Date geografice
Localitatea s-a format pe terasele de pe malul stâng al râului Siret, fiind poziționată în partea de sud-est a Podișului Sucevei.
Satul este limitat de dealul Peter (350 m altitidine) în partea de nord-est, iar la est de dealul Ruginii (294 m altitudine). La poalele acestuia se află Pârâul Ruginii izvorât din Bahna Mică, ce împarte localitatea în două. La sud se află Dealul Ceapa (aprox 271 m), iar partea de vest limita este formată de apele râului Siret pe o porțiune de aproximativ 13 km.

## Istoric
Satul este atestat documentar în 1470 și a fost pană pe la 1863 parte a moșiei mănăstirii Probota.
S-a format din locuitorii a alte doua sate desființate – Negresti si Păltiniș  – luând ființa pe moșia Satu Nou ce aparținea de mănăstire. Este împărțit în două, Hartoape în partea de jos și Satul Nou (Poienița de azi) în partea de sus. De-a lungul timpului a aparținut administrativ de com Lespezi, jud Suceava, apoi de comuna Stolniceni-Ghițescu și actual aparține de comuna Vânători.    
Pe teritoriul localității s-au gasit fragmente ceramice și alte obiecte ce apartin culturii Precucuteni și Cucuteni, aici fiind localizat un sit arheologic numit’’Poienița-Moara’’

## Legaturi externe
- Site-ul web al localității Hârtoape